# Dendromyrmex traili
Dendromyrmex traili är en myrart som först beskrevs av Mayr 1878.  Dendromyrmex traili ingår i släktet Dendromyrmex och familjen myror.

## Underarter
Arten delas in i följande underarter:
- D. t. rufogaster
- D. t. traili